# Toivo Salonen
Toivo Kostia Salonen (Pälkäne, 21 maggio 1933 – Muhos, 28 ottobre 2019) è stato un pattinatore di velocità su ghiaccio finlandese.

## Palmarès

### Olimpiadi invernali
- Bronzo a Cortina d'Ampezzo 1956 nei 1500 metri.